# Alpinia intermedia
Alpinia intermedia là cây thân thảo thuộc họ Gừng.
Cây có thể cao đến 1,5 m, mọc ven rừng.
Cây có mặt ở Trung Quốc, Việt Nam (khu vực Đà Bắc thuộc tỉnh Hòa Bình).